# Clyno
Clyno is een historisch Brits merk van motorfietsen, vliegtuigmotoren en auto's.

## Algemeen
Volledige bedrijfsnaam: Clyno Engineering Co. Ltd., Thrapston, Northamptonshire, later The Clyno Engineering Co., Wolverhampton (1909-1931).
Clyno was een Engels merk van de neven A.P. (Ailwyn) en W. A. (Frank) Smith dat goede auto's en 5-, 6- en 8pk-motorfietsen met Stevens-zijklepmotor bouwde. De beide neven huurden een werkplaats in Thrapston waar ze verstelbare riempoelies voor de aandrijving van motorfietsen gingen produceren. Alle machines in de fabriek werden aangedreven door een 2,5pk-Crossley gasmotor, die ook een dynamo voor het elektrische licht aandreef.

## Clyno motorfietsen
In 1910 produceerde Clyno de eerste motorfiets, met een Chater Lea-frame en een 350cc-Stevens-motorblok. Er werden lokaal enkele machines verkocht, maar na de deelname van Frank Smith aan een aantal trialwedstrijden stegen de verkopen (trialwedstrijden in die tijd waren eerder betrouwbaarheidsritten). Zo nam Frank bijvoorbeeld deel aan een trial van Londen naar Exeter en van Londen naar Edinburgh). Er volgde laat in 1910 ook nog een zwaardere machine met een eigen - vrij lang - frame en een 5/6pk-Stevens V-twin. Ondanks de riemaandrijving bewees deze machine zich als een goede zijspanmotor. In 1910 nam Clyno de Stevens-fabrieksgebouwen in Pelham Street over. Door de grotere capaciteit in de nieuwe fabriek kon men nu ook kettingaangedreven tweeversnellingsmachines ontwikkelen. Dit was een grote stap, want riemaandrijvingen en vooral verstelbare poelies hiervoor (de voorloper van de variomatic), waren een eigen product van Frank Smith. Bovendien kreeg het bedrijf de licentierechten voor de AJS-V-twins. Clyno deed ook veel onderzoek naar de verbeteringen van zijspanframes en zijspancombinaties werden zo ongeveer de hoofdproducten. Men kocht ook de oude Humber-fietsenfabriek aan de overkant van de straat om er frames te gaan maken.
In 1913 werd W. Comery chef-ontwerper. Zijn verbeterde 5/6 pk-motorfiets met drie versnellingen werd een succes. Intussen reed men nog steeds betrouwbaarheidsritten, zowel nationaal als internationaal, en bekende rijders als Hugh Gibson en Archie Cocks kregen een vaste aanstelling. In hetzelfde jaar bracht het bedrijf een lichte 250 cc-tweetaktmachine uit. Het was een van de eerste motorfietsen die compleet met verlichting, knijptoeter en kentekenplaten geleverd werden.
Rond 1914 kwam het bedrijf in financiële problemen. Aan het einde van de zomer brak de Eerste Wereldoorlog uit en Ailwyn Smiths vader, een van de geldschieters van het merk overleed in november. De problemen werden begin 1915 enigszins verlicht door een contract voor een zijspancombinatie met mitrailleur die in samenwerking met Vickers werd gebouwd.
In 1916 was de Vickers-Clyno zijspancombinatie nog steeds het belangrijkste product, samen met solomotoren voor militair gebruik. In dat jaar begon de samenwerking tussen de neven scheuren te vertonen en Ailwyn Smith trok zich terug. Vanaf 1917 werden nog maar weinig motorfietsen geproduceerd omdat de firma zich concentreerde op het maken van auto's.
Na een reorganisatie in 1922 werden er alleen nog 269cc-tweetakten en 925cc-V-twin zijklepmotoren gebouwd. Helaas te laat, want de geflopte automobielproductie luidde ook het einde van de Clyno-motorfietsen in.

## Clyno-vliegtuigmotoren
In 1918 kregen twee bedrijven uit Wolverhampton, Guy Motors en Clyno, een order van het Britse leger voor de productie van 8 prototype-vliegtuigmotoren en 500 productiemotoren. Het waren ABC (Sopwith)-Dragonfly 9-cilinder stermotoren. De eerste Clyno-motor werd al in april 1918 geleverd, de tweede in juni. Aan het einde van het jaar waren 6 prototypes en 4 productiemotoren geleverd. In 1919 werden de resterende twee prototypes en 47 productiemotoren gemaakt. De andere 453 werden niet meer gemaakt vanwege het einde van de Eerste Wereldoorlog.

## Clyno-auto's
| Deze advertentie voor de Clyno Colonial stond in 1926 in "The Producers' Review", een publicatie uit Toowoomba, Queensland (Australië). Het bedrijf CCM in Brisbane importeerde de auto in Australië. |

Clyno was ooit - na Morris en Austin - de grootste autofabrikant van Groot-Brittannië. Frank Smith had nadat rond 1920 de motorverkopen sterk teruggelopen waren in 1922 de Clyno Engineering Company (1922) Limited opgericht met het doel naast motorfietsen ook auto's te gaan produceren. Het beginkapitaal was 100.000 Pond. De eerste auto was ontworpen door George Stanley en Arthur G. Booth. Hij had een 1368cc-Coventry Climax-viercilinder motor. Clyno hield de prijs met 250 Pond net iets onder concurrent Morris.
Er werden zoveel auto's besteld dat de motorfietsproductie in 1923 helemaal stil werd gelegd. In dat jaar verscheen ook een tweezitter en er werden modellen in prijsklassen van 275- tot 350 Pond geproduceerd. Van een sportwagen konden maar 25 exemplaren geproduceerd worden omdat Clyno de vraag naar andere modellen niet aan kon.
In 1924 kwamen de Clyno Weymann Saloon en de Royal twee- en vierzitter modellen uit. Deze hadden remmen op vier wielen en ballonbanden.
In 1925 kwam een 13 pk-model dat ook weer bijzonder populair werd. Het bedrijf had nu al 1000 mensen in dienst en de productie draaide 24 uur per dag.
In 1926 werden al 350 auto's per week gemaakt. De fabriek werd uitgebreid en een nieuw "Colonial"-model werd over de hele wereld verkocht. In Pelham Street werd de fabriek ondanks de uitbreiding toch te klein.
In januari 1927 werd een nieuwe fabriek in Busbury geopend, maar het duurde tot februari 1928 voordat de productie hier op gang was gekomen. Er werden aanvankelijk 70 Saloons per week geproduceerd. Intussen ging het slecht met de financiën van het bedrijf. De hele verhuizing was gefinancierd en de modellen moesten gemoderniseerd worden.
In november 1927 was de lichte Clyno Nine uitgebracht, het antwoord op de Morris Minor en de Austin Seven. De carrosserieën werden bij AJS in Lower Walsall Street gemaakt. De auto was ontworpen door Arthur G. Booth en de carrosserie had een houten frame met - om de kosten te drukken - een stoffen overtrek. Het werd echter geen succes. Op basis van het Nine-chassis werd de Clyno Century gebouwd. Deze auto kreeg de bijnaam "Cemetry". Hij was zo onpopulair dat er slechts 300 van gemaakt werden. Ook deze auto had een stoffen carrosserie. Hoofddistributeur Roots besloot zelfs geen Clyno-auto's meer te verhandelen. Bij Clyno besefte men dat de strijd om de goedkoopste auto's te leveren met deze stoffen auto's niet te winnen was.
Op 11 februari 1929 ging het merk failliet. Er waren toen in totaal meer dan 15 000 motorfietsen en 40 000 auto's geproduceerd.

## Clyno België?
Volgens: Egon Duchateau, Geert Huylebroeck, Nick Jonkheere, Rick van Eycken, Luc Freson, "A-Z der Belgische motoren", 2008 Motorboeken uitgeverij Freson". ISBN 978-907734-6105 werden ca. 1920 in België door Fr. Freyens 2¼pk-tweetaktmotoren en zware viertakt-v-twins geproduceerd. De beschrijving van deze modellen komt echter sterk overeen met de producten van Clyno in Wolverhampton uit die periode.

## Spot- en bijnamen
Clyno Century auto: Cemetry (kerkhof)